# Chapelle des Cinq Chemins (Comines)
La chapelle des Cinq Chemins est un édifice religieux catholique sis à Comines en Belgique et plus précisément au lieu-dit ‘Cinq chemins’ (n° 7 de l’Avenue des Châteaux). Construite en 1959 la chapelle est lieu de culte catholique sans être paroisse.

## Histoire
Le quartier dit ‘des 'Cinq Chemins’, à Comines, voit sa population croitre rapidement après la Seconde Guerre mondiale. Ce rapide développement démographique des années 1950 rend nécessaire la présence d’un nouveau lieu de culte. Les contributions financières de différents bienfaiteurs permettent de mettre en chantier la construction d’une chapelle dont les plans sont dessinés par l’architecte C. Vastegaert. Le style est nettement contemporain, probablement influencé par le modernisme de l'exposition universelle de Bruxelles (1958). En moins d’un an la construction en est achevée : les travaux commencent en janvier 1959, et la chapelle est inaugurée et ouverte au culte le 22 aout 1959. Elle est dédiée au Cœur Immaculé de Marie.

## Description
Il n'y a pas de clocher ni de portail, mais une simple façade avec une alternance de blanc et de gris. Cette absence de clocher et de porche crée son originalité et accentue le modernisme de l’édifice religieux. Des motifs solaires et autres éléments architecturaux ajourent l’imposant mur de façade où alternent ombres et lumière.
A l’intérieur de la chapelle les vitraux sont réalisés par le maître verrier Roger Coppe. En particulier la grande œuvre verrière qui illumine le sanctuaire de la chapelle communique le message symbolique de la « route de l’homme ». La verrière du fond est plus figurative et développe d’autres thèmes religieux.